# Hauptplatz (Freistadt)

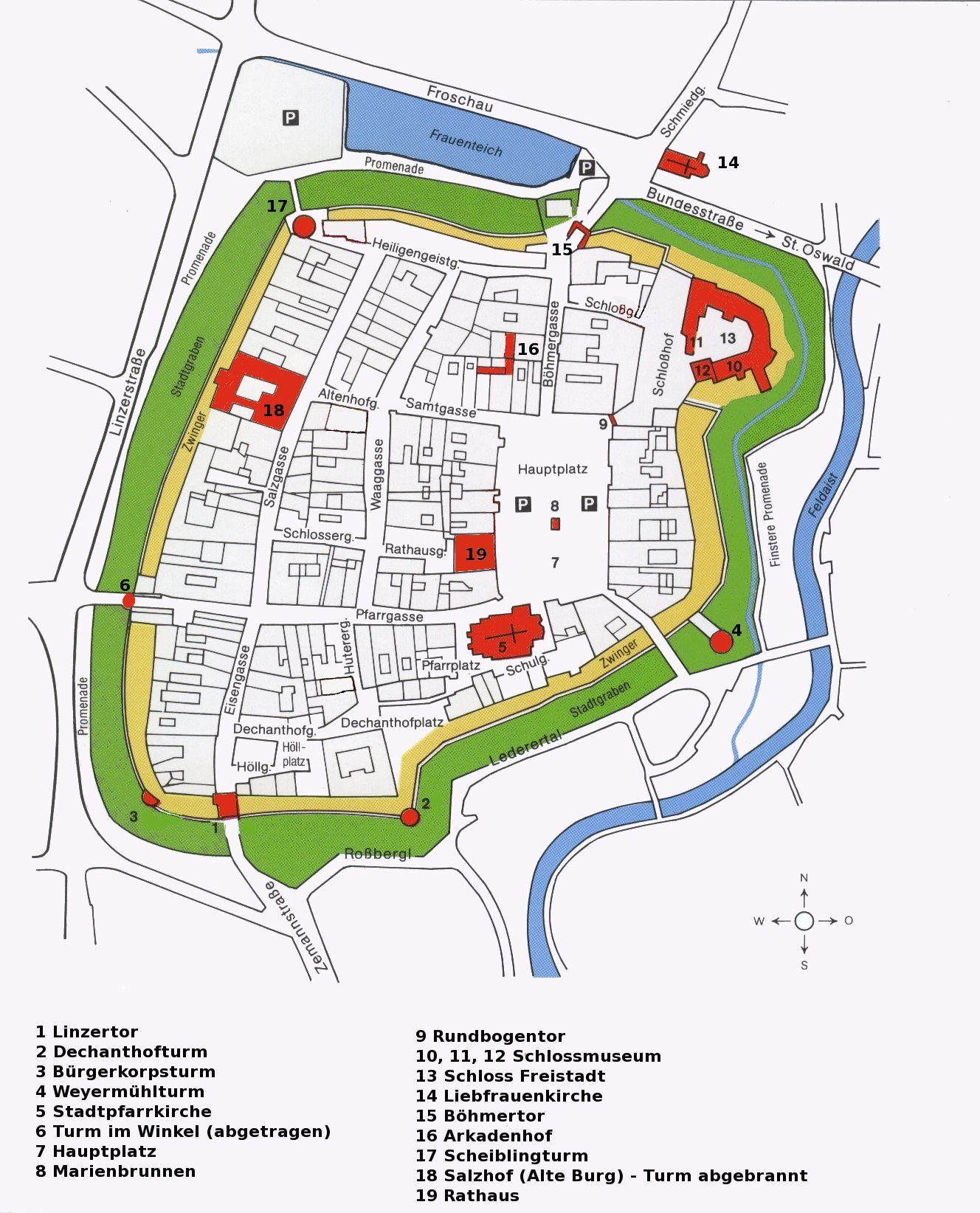
Die Altstadt mit dem Hauptplatz

Der Hauptplatz ist ein großer, rund 6500 Quadratmeter großer, rechteckiger Platz in Freistadt im oberösterreichischen Mühlviertel. Der Platz wurde bereits bei der Stadtgründung im 13. Jahrhundert angelegt und liegt innerhalb der Stadtmauern der Altstadt. Der Hauptplatz ist das Zentrum der Stadt und diente seit jeher als Marktplatz, seit dem 15. Jahrhundert findet hier der Pauli-Markt statt. Heute bietet der Platz Stellflächen für 90 Autos und im Sommer Platz für mehrere Schanigärten der angrenzenden Wirte.
Rund um den Hauptplatz stehen neben der Stadtpfarrkirche 23 denkmalgeschützte Häuser. Bei den beiden großen Stadtbränden 1507 und 1516 wurden alle Häuser der Stadt vernichtet, so auch in diesem Bereich. Auf Grund der Stadtbrände sind viele alte Dokumente aus der Erbauungszeit der Häuser verloren gegangen.

## Denkmalgeschützte Bauten

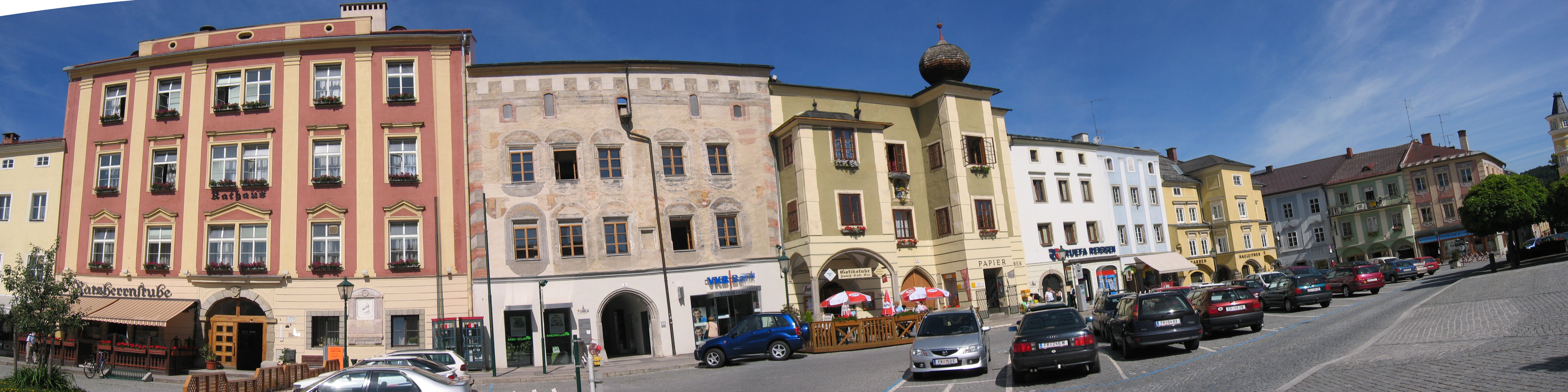
Hauptplatz Nr. 1 – 8

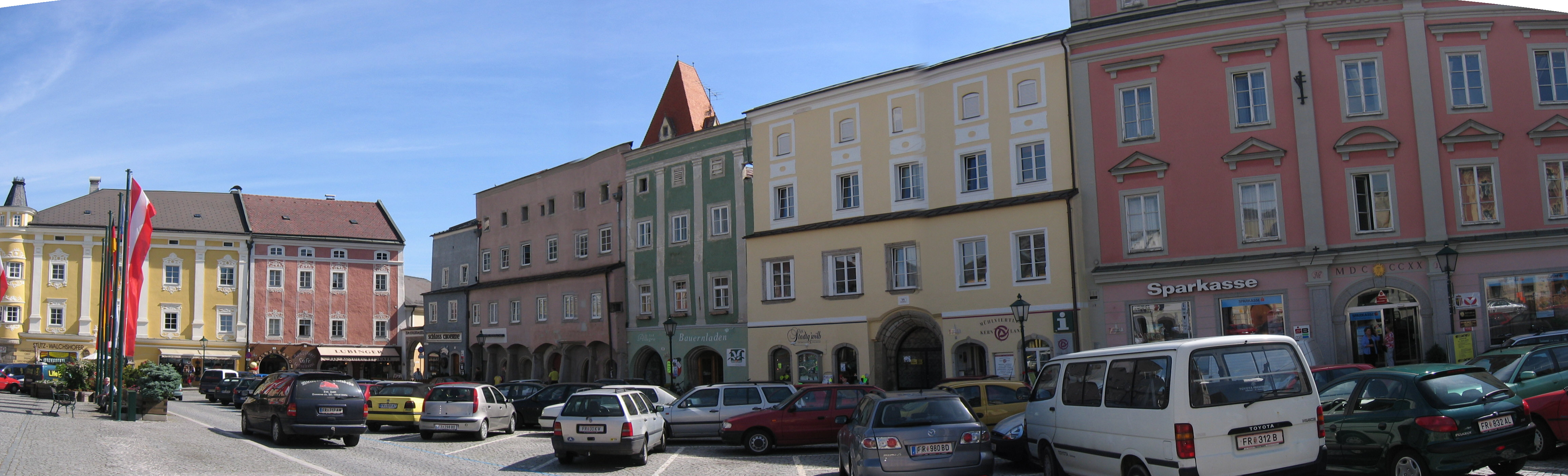
Hauptplatz Nr. 9 – 15

Sortiert nach heutigen Hausnummern mit Angabe der ehemaligen Adresse im Mittelalter in Klammer. Diese Gebäude wurden bis 2004 in die Denkmalliste Österreichs aufgenommen.
Hauptplatz 1 (Rathaus, früher Stadt Nr. 119)
Das einzige viergeschoßige Gebäude der Altstadt mit annähernd quadratischem Grundriss. Der Kern stammt aus der Renaissancezeit und wurde in der Barockzeit umgestaltet. Die Fassade trägt ein rustikagerahmtes Renaissance-Portal mit der Jahreszahl 1710 am Schlussstein. Im Zuge des Ausbaus des Gymnasiums wurde 1868 das oberste Geschoß errichtet. Im Jahr 1912 wurde an der Fassade eine Gedenktafel für den Dichter Edward Samhaber angebracht. Im Inneren besitzt die breite Mitteldurchfahrt ein Kreuzgratgewölbe, ebenso die Obergeschoßflure. Zahlreiche Räume weisen barocke Kreuzgrat- und Stichkappentonnengewölbe auf.
Hauptplatz 2 (Bürgerhaus, früher Stadt Nr. 118)
Ein dreigeschoßiges Haus, das seit 1971 unter Denkmalschutz steht. Die Renaissancefassade ist bemerkenswert und zahlreiche Baudetails sind erhalten (Fenstergewände, in Renaissance vermauerter Zinnenfries). Der Renaissance-Putzdekor stammt aus der Zeit um 1580/1600. Im Inneren trägt die Mitteldurchfahrt ein Tonnengewölbe. Die Obergeschoßflure besitzen spätgotische Kreuzgratgewölbe. Die Platzstuben haben barock verputzte Tramdecken über Rüstbäumen, die Einrichtung stammt zum Teil aus dem 19. Jahrhundert (Öfen, Sitzgruppe etc.).
Hauptplatz 3 (Bürgerhaus, früher Stadt Nr. 117)
Ein dreiflügeliger Gebäudekomplex aus der Spätgotik mit Aufstockung in der Barockzeit um einen rechteckigen, spätgotischen Arkadenhof. Die Hauptfront wird von zwei Ecktürmchen geziert, der Linke besitzt im Erdgeschoß eine Laube (Ende 15. Jahrhundert). Im Inneren hat die breite Mitteldurchfahrt eine Tonnengewölbe. Ansonsten finden sich noch spätgotische Kreuzrippengewölbe im Erdgeschoß und barock verputzte Riemlingdecke auf Rüstbäumen. Zahlreiche spätgotische Fenster- und Türgewände zieren die Fassade. Seit 1940 steht das Haus unter Denkmalschutz.
Hauptplatz 4 (Bürgerhaus, früher Stadt Nr. 116)
Ein dreiachsiges, dreigeschoßiges Haus mit spätmittelalterlichem Kern und barocker Aufstockung. Die Hauptfront besitzt ein Segmentbogentor und im ersten Stock spätgotisch profilierte Fenstergewände mit gekehlten Sohlbänken. Im Inneren finden sich ebenerdig Tonnengewölbe und im ersten Stock eine verkleidete Riemlingdecke über Rüstbaum in der Platzstube. Seit 1971 steht das Haus unter Denkmalschutz.
Hauptplatz 5 (Bürgerhaus, früher Stadt Nr. 115)
Ein mittelalterlicher Gebäudekomplex um engen Renaissance-Arkadenhof der seit 1940 unter Denkmalschutz steht. Die Fassade besitzt spätgotisch profilierte Fenstergewände. Im Inneren tragen zahlreiche Räume Tonnengewölbe. Bemerkenswert ist der tiefe Keller mit einem Stichkappentonnengewölbe auf einem Mittelpfeiler.
Eckhaus Hauptplatz 6/Samtgasse 1 (Bürgerhaus, früher Stadt Nr. 114)
Ein mächtiges, dreigeschoßiges Haus mit einem Renaissance-Arkadenhof. An der Frontseite befindet sich ein spätgotischer, turmartiger Mittelerker vom Ende des 15. Jahrhunderts. Seitlich des Turms ist ein spätgotischer Breiterker. Die Fassade ist im strengen Historismus gehalten und stammt aus dem vierten Viertel des 19. Jahrhunderts. Im ersten Obergeschoß existiert eine Flurhalle mit spätgotischem Kreuzrippengewölbe. Das seit 1940 unter Denkmalschutz stehende Gebäude diente von 1945 bis 1955 als Sitz der sowjetischen Kommandantur für Freistadt und wird im Volksmund als Hagleitner-Haus bezeichnet.
Hauptplatz 7 (Bürgerhaus, früher Stadt Nr. 105)
Ein dreigeschoßiges, spätgotisches Breiterkerhaus mit einem Arkadenhof aus der zweiten Hälfte des 15. Jahrhunderts. In der Barockzeit wurde Adaptierungen vorgenommen. Der Breiterker sitzt auf taustabbesetzten Kragsteinen aus der Zeit um 1510/20. Das Haus war früher das Gasthaus zur Goldenen Krone, deshalb ist die Krone das Hauszeichen. Im Inneren finden sich im Erdgeschoß und im ersten Stock Tonnengewölbe und im zweiten Geschoß eine verputzte Tramdecke auf Rüstbaum. Der Innenhof hat an zwei Seiten einen Arkadengang. Seit 1940 steht das Haus unter Denkmalschutz.
Eckhaus Hauptplatz 8/Böhmergasse 1 (Bürgerhaus, früher Stadt Nr. 104)
Ein dreigeschoßiges Eckhaus das seit 1940 unter Denkmalschutz steht. Das Haus wurde am Ende des 18. Jahrhunderts aufgestockt. Die Obergeschoßgliederung der Fassade erfolgt durch Riesenlisenen und die Fassade trägt den reichen spätbarocken Fensterstuck. Im Inneren findet sich ein tonnengewölbter Seitenflur sowie ein Stichkappentonnengewölbe im Erdgeschoß. Im ersten Stock besitzt die Platzstube eine Riemlingdecke auf Konsolen und Rüstbaum, der mit 1674 bezeichnet ist. Es sind mehrere spätgotische Portalgewände erhalten.
Eckhaus Hauptplatz 9/Böhmergasse 2 (Bürgerhaus, früher Stadt Nr. 5)
Ein weiterer mächtiger, spätgotischer Eckbau, der einen Renaissance-Arkadenhof besitzt. Die dreigeschoßige Front trägt einen runden Eckerker aus der Zeit um 1600. Ein Rundbogenportal trägt die Jahreszahl 1608. Die spätbarocke Obergeschoßfassade trägt die Jahreszahl 1794. Im Inneren wurde im Erdgeschoß die Raumgliederung verändert und zu Geschäftsräumen umgestaltet. Die Flure haben Stichkappentonnengewölbe und barock verputzte Tramdecken. Der Arkadenhof zeigt an zwei Seiten toskanische Säulen und ein Kreuzgratgewölbe. Seit 1940 steht das Gebäude unter Denkmalschutz.
Eckhaus Hauptplatz 10/Äußerer Schlosshof (Bürgerhaus, früher Stadt Nr. 6)
Ein dreigeschoßiger Gebäudekomplex um einen spätgotischen Arkadenhof an der Ecke zum äußeren Schlosshof. Die Hauptfront weist große Rundbogenöffnungen im Erdgeschoß auf. Die Obergeschoße sind mit zartem klassizistisch/josephinischem Fensterstuckdekor aus der Zeit um 1800 ausgestattet. Das seit 1989 unter Denkmalschutz stehende Gebäude hat im Inneren einen ebenerdig breiten, tonnengewölbte Seitenflur, einen Raum mit einem zweijochigen, spätgotischen Kreuzrippengewölbe sowie eine spätmittelalterlich bemalte Holzbalkendecke mit floralem Dekor. Zusätzlich finden sich mittelalterliche, tabernakelförmige Lichtnischen.
Eckhaus Hauptplatz 11/Äußerer Schlosshof (Bürgerhaus, früher Stadt Nr. 7)
Ein schmales, mittelalterliches Eckhaus mit Adaptierungen in der Barockzeit (17./18. Jahrhundert). Die Hauptfront trägt einen spätgotischen, später untermauerten Breiterker. Im Inneren finden sich tonnen- bzw. kreuzgratgewölbte Seitenflure. Die Platzstube hat eine verputzte Holzdecke mit barockem Deckenstuckfeld. Der hofseitig liegende, ehemalige Stall besitzt ein gurtunterlegtes Tonnengewölbe, vermutlich um 1703. Seit 1994 steht das Haus unter Denkmalschutz.
Hauptplatz 12 (Bürgerhaus, früher Stadt Nr. 8)
Ein für Freistadt typischer Gebäudekomplex mit Haupthaus, Hofflügeln und Hinterhaus, der seit 1940 unter Denkmalschutz steht. Zwei Einzelhäuser wurden unter Jakob Ries um 1617 vereinigt. Die sehr breit gelagerte Front hat einen spätgotischen Breiterker auf unterschiedlich gestalteten Konsolen. Es finden sich viele spätgotische Fenster- und Türgewände am gesamten Gebäudekomplex. Im Inneren hat die Mitteldurchfahrt ein Tonnengewölbe, und im ersten Stock gibt es eine zweischiffige Flurhalle aus der Zeit um 1617. Die Platzstube hat eine Riemlingdecke über Rüstbaum. Der hakenförmige Hof besitzt an zwei Stellen einen spätgotischen Laubengang.
Hauptplatz 13 (Bürgerhaus, früher Stadt Nr. 9)
Ein spätgotischer Baukomplex mit engem Innenhof und weitgehend erhaltener spätgotischer Bausubstanz. Das schmale dreiachsige Haupthaus besitzt eine Seitendurchfahrt und ebenerdig ein reich profiliertes Spitzbogentor und mehrere Segmentbogenfenster. Im Inneren weist das Haus spätgotische Tonnen- und Kreuzrippengewölbe auf. Im ersten Stock existiert eine Flurhalle mit Kreuzrippengewölbe. Die Platzstube hat eine Riemlingdecke über Rüstbaum. Das Hinterhaus hat im Erdgeschoß eine zweischiffige, kreuzrippengewölbte Halle auf oktogonalem Mittelpfeiler. Der Hof besitzt spätgotische Flacherker und zahlreiche spätgotische Portal- und Fenstergewände. Seit 1989 steht das Gebäude unter Denkmalschutz.
Hauptplatz 14 (Bürgerhaus, früher Stadt Nr. 10)
Ein Gebäude mit Wohntrakt und Hinterhaus das seit 1940 unter Denkmalschutz steht. Der Kernbau stammt aus der zweiten Hälfte des 15. Jahrhunderts und wurde sowohl in der Renaissancezeit als auch in der Barockzeit umgebaut. Der spätgotische Breiterker wurde um 1816 untermauert. Das spätgotische Hauptportal wurde mehrfach umgestaltet. Im Inneren finden sich spätgotische Gewölbe im Erd- und Obergeschoß, zum Teil mit Kreuzrippengewölbe. Das Hinterhaus wurde über der Zwingermauer errichtet und im ebenerdigen, ehemaligen Stall findet sich eine zweischiffige Halle mit Kreuzgratgewölbe auf toskanischen Säulen.
Hauptplatz 15 (Bürgerhaus, früher Stadt Nr. 11)
Das Hauptgebäude wurde 1967/68 komplett neu errichtet, die Fassade jedoch beibehalten. Die Fassade stammt aus der Zeit um 1816–1822, das barocke Hinterhaus aus 1761, als die Piaristen das Gebäude adaptierten. Die dreigeschoßige Fassade hat eine niedere Attika und einen turmartigen Mittelaufsatz mit geschwungener Giebelbekrönung. Das Hinterhaus reicht bis an die innere Stadtmauer. Im Inneren findet sich im Erdgeschoß eine zweischiffige, kreuzgratgewölbte Halle auf quadratischen Mittel- und Wandpfeilern. Seit 1971 steht das Haus unter Denkmalschutz.
Hauptplatz 16 (Bürgerhaus, früher Stadt Nr. 12)
Ein Gebäudekomplex, der aus zwei Einzelhäusern entstand und einen Innenhof mit zweiseitigen Arkadengängen umschließt. Das seit 1940 unter Denkmalschutz stehende Haus weist noch zahlreiche spätgotische Baudetails auf. Die viergeschoßige Hauptfront trägt einen Breiterker auf Konsolen. Das spätgotische Segmentbogenportal hat einen reich profilierten Rahmen. Im Inneren findet sich eine tonnengewölbte Mitteldurchfahrt und im ersten Stock eine Halle mit spätgotischem Kreuzrippengewölbe. Im Innenhof finden sich zwei- und dreigeschoßige, spätgotische Laubengänge mit Rund- und Segmentbogenarkaden mit Quertonnen auf abgefasten Pfeilern.
Hauptplatz 17 (Bürgerhaus, früher Stadt Nr. 13)
Ein spätgotisches Haus mit Umbauten in der zweiten Hälfte des 17. und des 19. Jahrhunderts steht seit 1995 unter Denkmalschutz. Die Hauptfront trägt eine Silhouettepilastergliederung in den Obergeschoßen. Das Korbbogenportal aus dem 19. Jahrhundert ist flankiert von Stützpfeilern mit der Jahreszahl 1668. Im Inneren findet sich im Erdgeschoß eine tonnengewölbte Seitendurchfahrt mit flurparalleler Treppe. Der Steinplattenboden ist bezeichnet mit 1820 und 1885. Im Hof existieren spätgotische Pfeiler von ehemaligen Arkaden.
Hauptplatz 18 (Bürgerhaus, früher Stadt Nr. 14)
Ein kleines, dreigeschoßiges Haus am Durchgang zur Weihermühlstiege. Der spätgotische Kernbau wurde 1896 umgebaut und aufgestockt. Die Fassade ist späthistoristisch, das Rechteckportal mit einer secessionistischen Tür stammt vom Beginn des 20. Jahrhunderts. Der Obergeschoßflur in Inneren hat ein Flachtonnengewölbe. Seit 1995 steht das Haus unter Denkmalschutz.
Hauptplatz 19/20 (Bürgerhaus, früher Stadt Nr. 15 & 16)
Ein dreigeschoßiges Bürgerhaus mit einem mittelalterlichen Baukern aus dem 16. Jahrhundert. Es steht seit 1996 unter Denkmalschutz und war früher an das Posttürl angebaut. Im Inneren bestehen Tonnengewölbe und ausgedehnte Kelleranlagen nahe der inneren Stadtmauer.
Hauptplatz 21 (Verwaltungsgebäude, früher Stadt Nr. 17)
Das ehemalige Rathaus bestand früher aus zwei Gebäuden, die um 1570 bis 1600 unter Joachim Stängl zusammengebaut wurden. Um 1969 folgte wesentliche Umbauten. Die Hauptfront trägt eine Mittelerker auf Konsolen und dekorierten Stützpfeilern. Im Erdgeschoß gibt es rundbogige Renaissanceportale und -fenster aus der Zeit um 1580. Die Tonnengewölbe in den Kellerräumen wurde bei der Renovierung erhalten.
Hauptplatz 22 (Verwaltungsgebäude, früher Stadt Nr. 18)
Ein dreigeschoßiger Neubau um 1966, wobei die spätgotischen Bauteile aus den Jahren 1510/20 wiederverwendet wurden. Das breite Spitzbogentor hat Diamantbanddekor sowie Segmentbogenfenster in verstäbten, taustabbesetzten Rechteckrahmen. Der Flacherker besitzt zum Teil erneuerte, profilierte, spätgotische Konsolen. Seit 1964 steht das Gebäude unter Denkmalschutz.
Hauptplatz 23 (Kirche)
Die Stadtpfarrkirche Freistadt, das sogenannte Katharinenmünster steht am höchsten Punkt des Platzes und wurde 1288 geweiht.
Hauptplatz 24/Pfarrgasse 2 (Bürgerhaus, früher Stadt Nr. 120)
Ein stark erneuertes, dreigeschoßiges Eckhaus mit spätgotischem Kern aus dem ersten Drittel des 16. Jahrhunderts. Das Gebäude hat einen schmalen Hoftrakt und war früher mit Pfarrgasse 4 verbunden. Die Hauptfront ziert ein reich dekorierter, spätgotischer Erker aus der Zeit um 1520. An der Brüstung findet sich ein reiches Schlingrippenornament. Im Inneren sind im Erdgeschoß spitzbogige Mauernischen aus der ersten Hälfte des 16. Jahrhunderts. Im ersten Stock ist eine Riemlingdecke über Rüstbaum. Im Hoftrakt sind vermauerte spätgotische Arkaden zu sehen. Das Gebäude steht seit 1940 unter Denkmalschutz.
Brunnen

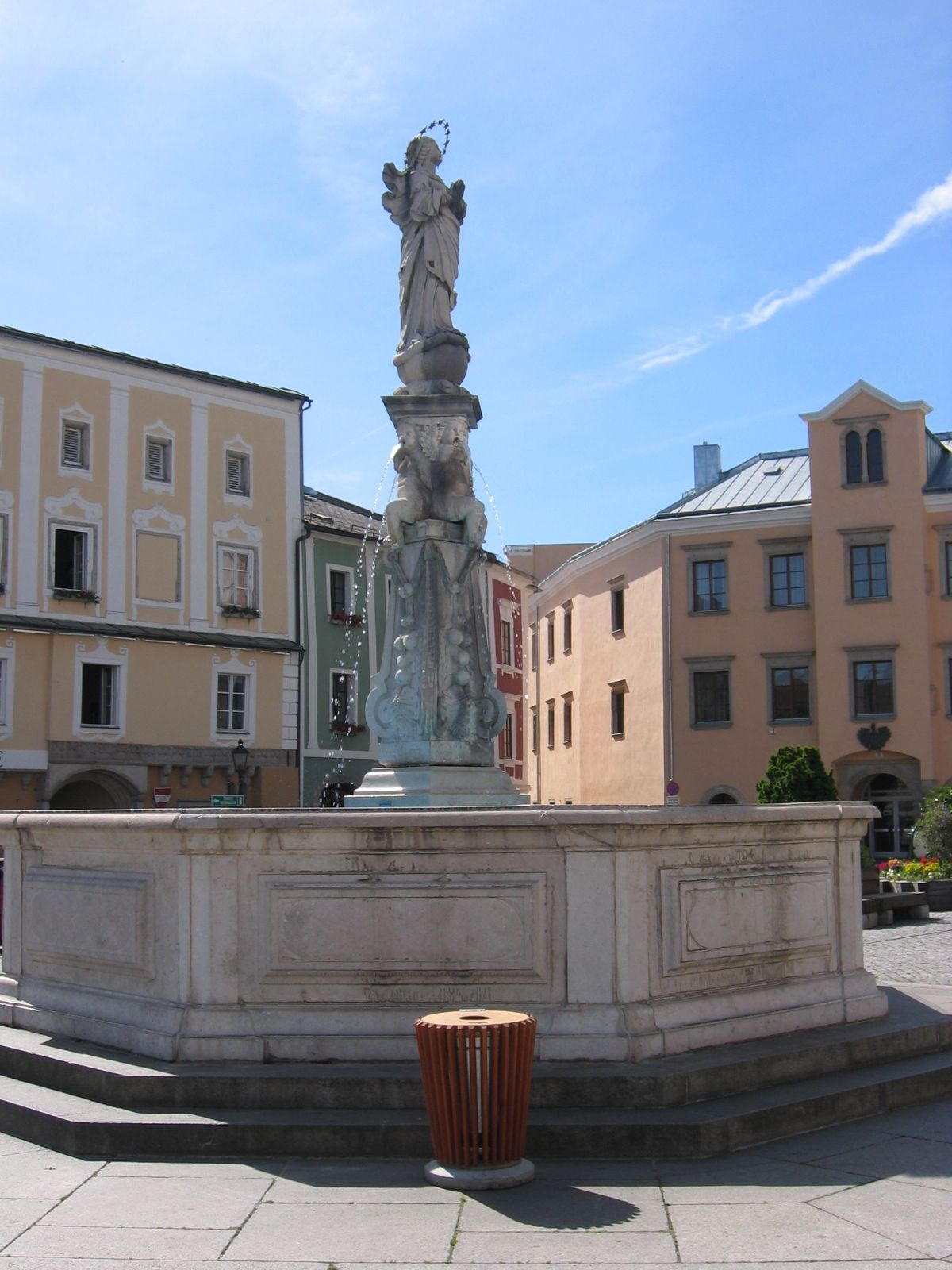
Der Marienbrunnen

Ein barocker Brunnen, der seit 1704 im Zentrum des Hauptplatzes steht. Das oktogonale Becken weist eine Feldgliederung auf. Der wasserspeiende Mittelsteher wird von der Figur Maria Immaculata bekrönt. Die Figur stammt wohl von Johann Baptist Spaz dem Jüngeren aus der Mitte des 17. Jahrhunderts.